# パーフェクトアイズ
株式会社パーフェクトアイズ(Perfect Eyes Co.,Ltd.) は、旅行業法に基づく旅行業者であった。2013年に破産。

## 概説
2005年に株式会社ランドアイとの業務提携を行い、イタリア及びヨーロッパ全土の団体旅行における現地地上手配を本格的に開始した。

## 会社の概要
- 本社（登記上の本店）: 東京都港区海岸3丁目20番20号

## 略歴
- 1992年 - 旅行業代理店業認可 第8167号 を取得
- 1994年 - 本社営業所を東京都豊島区駒込1-43-14に移転
- 1996年 - 旅行業法改定に伴い旅行業登録認可を第3種 第3592号へ変更
- 1997年 - 本社営業所を東京都港区虎ノ門3-3-3に移転
- 1998年 - 資本金を2,000万円増資し、3,000万円
- 1998年 - インターネットによる本格的旅行素材商品取扱開始
- 1999年 - 資本金を1,000万円増資し、4,000万円
- 1999年 - 99年09月10日 運輸（現：国土交通）大臣登録旅行業　第1種 第1541号を取得
- 2000年 - 本社営業所を東京都千代田区神田司町2-7に移転
- 2004年 - 資本金を100万円増資し、4,100万円
- 2006年 - 株式会社AY HOLDINGS（代表：朝川幹夫）に全株式売却
- 2006年 - 株式会社AY HOLDINGSの子会社として、商号を株式会社パーフェクトトラベルに変更、山本浩史代表取締役
- 2006年 - 本社営業所を東京都千代田区神田小川町1-7に移転
- 2007年 - 株式会社パーフェクトアイズ（代表：朝川幹夫）株式会社パーフェクトビュー（代表：山本浩史）の全株式取得
- 2007年 - 株式会社AY HOLDINGS（代表：朝川幹夫）の全株式取得
- 2007年 - 商号、株式会社パーフェクトトラベルを株式会社パーフェクトアイズに変更
- 2007年 - インターネットによる国内宿泊施設の予約販売開始
- 2007年 - 株式会社ビッグツアーの営業権を取得
- 2008年 - インターネットによる旅行会社向け海外ホテル販売開始
- 2008年 - 本社営業所を東京都港区赤坂2-14-5に移転
- 2008年 - 朝川幹夫社長を退任　会長に就任
- 2008年 - 山本浩史新社長に就任
- 2011年 - 山本浩史社長　勇退
- 2011年 - 朝川幹夫　会長より社長に再就任
- 2012年 - 本社営業所を現在の東京都港区海岸3-20-20に移転